# Aneta Sablik

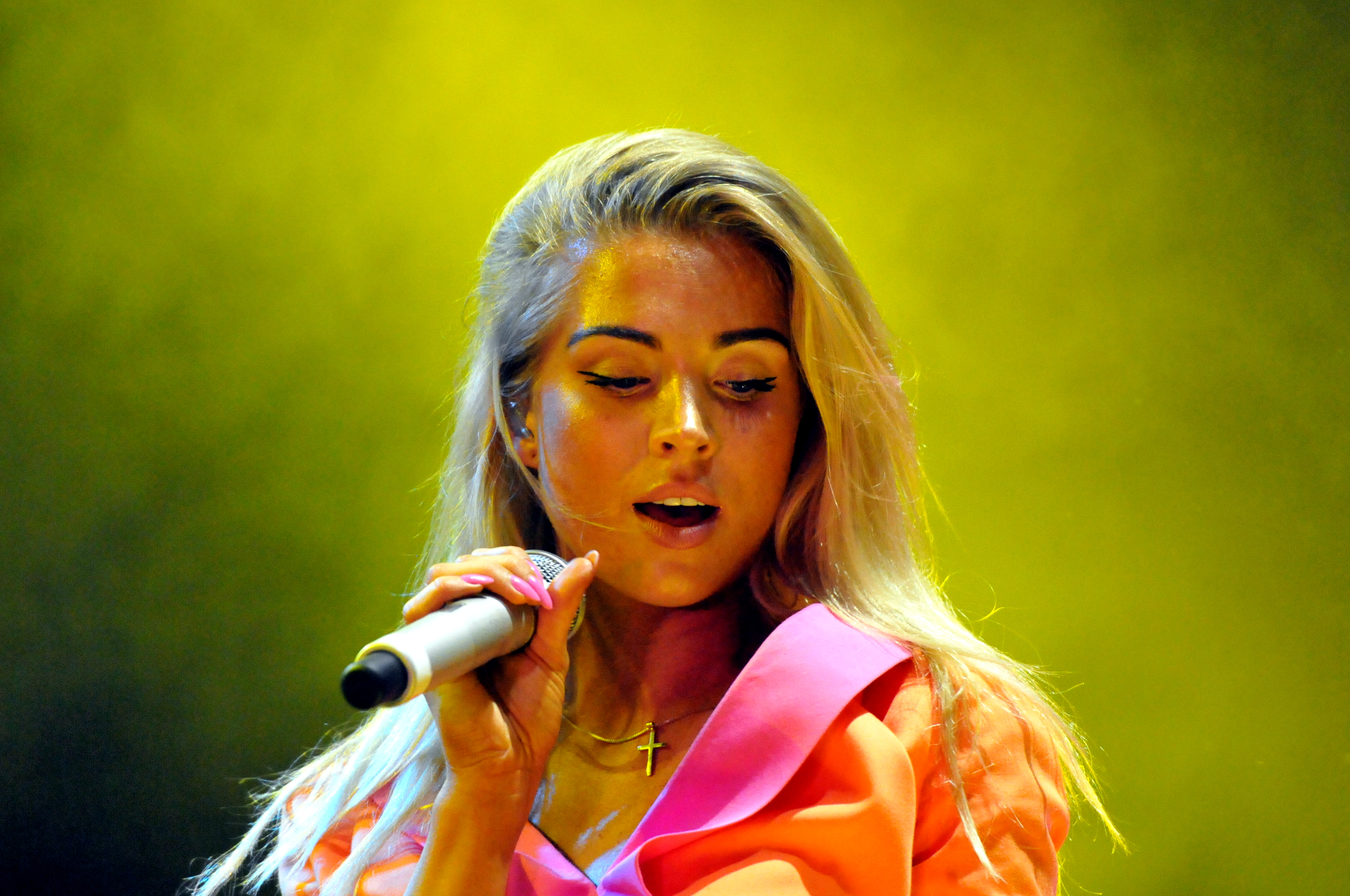
Aneta Sablik (2014)

Aneta Sablik (* 12. Januar 1989 in Bielsko-Biała) ist eine polnische Sängerin. Sie wurde 2014 Siegerin der elften Staffel der RTL-Castingshow Deutschland sucht den Superstar.

## Leben

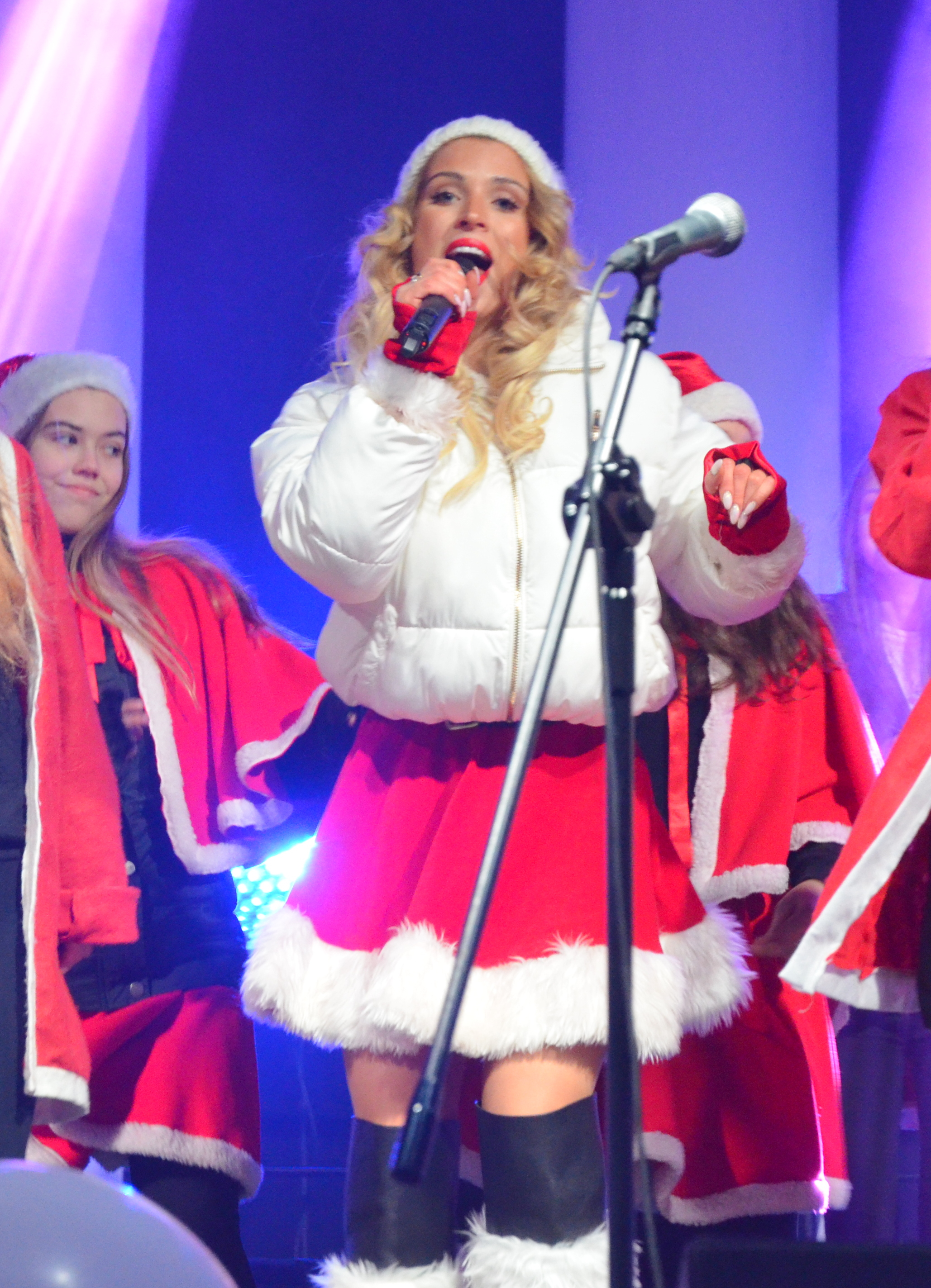
Aneta Sablik (2016)

Sablik wuchs im südpolnischen Bielsko-Biała auf. Mit 19 Jahren zog sie nach Krakau, um dort an der Transform-Schauspielschule zu studieren. Später studierte sie in Bielsko-Biała Kulturwissenschaft. 2012 kam sie nach Deutschland, weil der DJ und Musikproduzent Kevin Zuber mit ihr einen Song aufnehmen wollte. Sie wurden ein Paar, zogen später nach Elmshorn und heirateten Ende 2016. Im August 2017 trennten sie sich offiziell. Im April 2018 gab Sablik bekannt, das Paar habe sich bereits zwei Wochen nach der Hochzeit getrennt, dies aber später erst öffentlich gemacht.
2014 nahm Sablik an der elften Staffel der deutschen Castingshow Deutschland sucht den Superstar teil. Sie siegte mit 57,9 % der Anrufe und ihrem Song The One, der von B-Case, Djorkaeff, Beatzarre und Oliver Pum produziert wurde. Das Lied wurde am selben Abend zum Download bereitgestellt und erreichte kurz nach Veröffentlichung Platz eins der Downloadcharts in den deutschsprachigen Ländern. Als erster DSDS-Song wurde der Track im Mai 2014 auch in weiteren europäischen Ländern veröffentlicht.
The One erreichte Platz eins der deutschen, österreichischen und Schweizer Singlecharts. Ihr Debütalbum, das ebenfalls The One heißt, erschien im Mai 2014. Es erreichte Platz elf in den deutschen Albumcharts und Platz 14 in Österreich. Im Juli 2014 trat sie gemeinsam mit anderen ehemaligen Kandidaten bei zwei Konzerten in Österreich unter dem Titel DSDS – Live on Tour auf. Im Spätsommer 2014 wurden 8 der 20 angesetzten Konzerte ihrer Just Me-Tournee in Deutschland abgesagt. Im Mai 2015 veröffentlichte Sablik zusammen mit MC Popcorn auf YouTube ein Musikvideo zu ihrem neuen Song Popcorn Party.
Zusammen mit Géraldine Olivier gründete Sablik das Mamy Beat Project, das im Juni 2016 die Single Mamy Blue, ein Cover von Ricky Shaynes Song, veröffentlichte. Im Januar 2017 erschien ihre Single Ulala. Mit dem Lied bewarb sie sich bei der polnischen Vorentscheidung zum Eurovision Song Contest 2017 und belegte den vorletzten Platz. Im Frühjahr 2017 nahm sie als Sängerin an der Mystorial-Tour von DJ Bobo teil. 2020 veröffentlichte Sablik als Promosingles mit dem Produzenten und Songwriter Thomas Rosenfeld die Songs So muss Sommer sein und Nur mit Dir. 2023 nahm sie an der 4. Staffel von Kampf der Realitystars – Schiffbruch am Traumstrand teil und belegte den 9. Platz.
In der April-Ausgabe 2024 war sie auf dem Cover und in einer Fotostrecke des deutschen Playboy zu sehen, fotografiert von Ana Dias. Von Oktober 2024 bis Januar 2025 war Sablik Kandidatin bei der Fernsehsendung My Style Rocks auf Sport1.

## Auftritte beiDSDS
Sablik war die erste Kandidatin aller Staffeln, die in jeder Liveshow die meisten Stimmen erhielt.
| Live-Challenge-Show (Datum)             | Lied                | Originalinterpret                  | Platzierung    |
| Club Night (29. März 2014)              | I Want You Back     | The Jackson Five                   | 24,2 % (1./6)  |
| Band Night (5. April 2014)              | Ain’t No Other Man  | Christina Aguilera                 | 14,9 % (1./10) |
| Duett Night (12. April 2014)            | California King Bed | Rihanna                            | 17,2 % (1./8)  |
| Duett Night (12. April 2014)            | Dirty Diana         | Michael Jackson                    | 17,2 % (1./8)  |
| Mach dein Ding! (19. April 2014)        | I’m Outta Love      | Anastacia                          | 21,7 % (1./6)  |
| Mach dein Ding! (19. April 2014)        | I Need Your Love    | Calvin Harris feat. Ellie Goulding | 21,7 % (1./6)  |
| Inszeniere deinen Song (26. April 2014) | Wake Me Up          | Avicii feat. Aloe Blacc            | 30,8 % (1./4)  |
| Inszeniere deinen Song (26. April 2014) | Survivor            | Destiny’s Child                    | 30,8 % (1./4)  |
| Finale (3. Mai 2014)                    | If I Were a Boy     | Beyoncé                            | 43,6 % (1./3)  |
| Finale (3. Mai 2014)                    | Dirty Diana         | Michael Jackson                    | 57,9 % (1./2)  |
| Finale (3. Mai 2014)                    | The One             | Aneta Sablik                       | 57,9 % (1./2)  |

## Fernsehauftritte
- 2014: Deutschland sucht den Superstar (RTL) (Gewinnerin)
- 2016: Dance Dance Dance (RTL) (mit Menderes Bağcı als Tanzpartner)
- 2017: Die Geissens – Eine schrecklich glamouröse Familie (RTL2)
- 2023: Kampf der Realitystars – Schiffbruch am Traumstrand (RTL 2)
- 2024: Exatlon Germany (Sport1)
- 2024: My Style Rocks Germany (Sport1)

## Diskografie

### Studioalben
| Jahr | Titel   | Höchstplatzierung, Gesamtwochen, AuszeichnungChartplatzierungen (Jahr, Titel, Platzierungen, Wochen, Auszeichnungen, Anmerkungen) | Höchstplatzierung, Gesamtwochen, AuszeichnungChartplatzierungen (Jahr, Titel, Platzierungen, Wochen, Auszeichnungen, Anmerkungen) | Höchstplatzierung, Gesamtwochen, AuszeichnungChartplatzierungen (Jahr, Titel, Platzierungen, Wochen, Auszeichnungen, Anmerkungen) | Anmerkungen                        |
| Jahr | Titel   | DE | AT | CH | Anmerkungen                        |
| ---- | ------- | --- | --- | --- | ---------------------------------- |
| 2014 | The One | DE11 (6 Wo.)DE | AT25 (4 Wo.)AT | CH14 (2 Wo.)CH | Erstveröffentlichung: 23. Mai 2014 |

### Singles
| Jahr | Titel Album | Höchstplatzierung, Gesamtwochen, AuszeichnungChartplatzierungen (Jahr, Titel, Album, Platzierungen, Wochen, Auszeichnungen, Anmerkungen) | Höchstplatzierung, Gesamtwochen, AuszeichnungChartplatzierungen (Jahr, Titel, Album, Platzierungen, Wochen, Auszeichnungen, Anmerkungen) | Höchstplatzierung, Gesamtwochen, AuszeichnungChartplatzierungen (Jahr, Titel, Album, Platzierungen, Wochen, Auszeichnungen, Anmerkungen) | Anmerkungen                                           |
| Jahr | Titel Album | DE | AT | CH | Anmerkungen                                           |
| ---- | ----------- | --- | --- | --- | ----------------------------------------------------- |
| 2014 | The One     | DE1 Gold · (14 Wo.)DE | AT1 (9 Wo.)AT | CH1 (5 Wo.)CH | Erstveröffentlichung: 6. Mai 2014 Verkäufe: + 150.000 |

Weitere Singles
- 2014: We Could Be Lions[16]
- 2016: Mamy Blue (mit Mamy Beat Project)
- 2016: Perfect Love (Kevin David feat. Aneta Sablik)
- 2017: Ulala
- 2017: Christmas fever (mit Carmen Geiss, Bars and Melody & Johnny Orlando)
- 2018: Er gehört uns beiden nicht mehr (mit Carmen Geiss)
- 2018: Glück
- 2018: Ja To Ja (Ich bin wie ich bin)
- 2018: Zeit mit dir
- 2018: Santa Claus is Coming to Town / Silent Night, Holy Night (Christmas Medley)
- 2020: So muss Sommer sein
- 2020: Nur mit dir
- 2021: Sag mir